# Erechthias chionodira
Erechthias chionodira là một loài bướm đêm thuộc họ Tineidae. Loài này có ở New Zealand.

## Hình ảnh

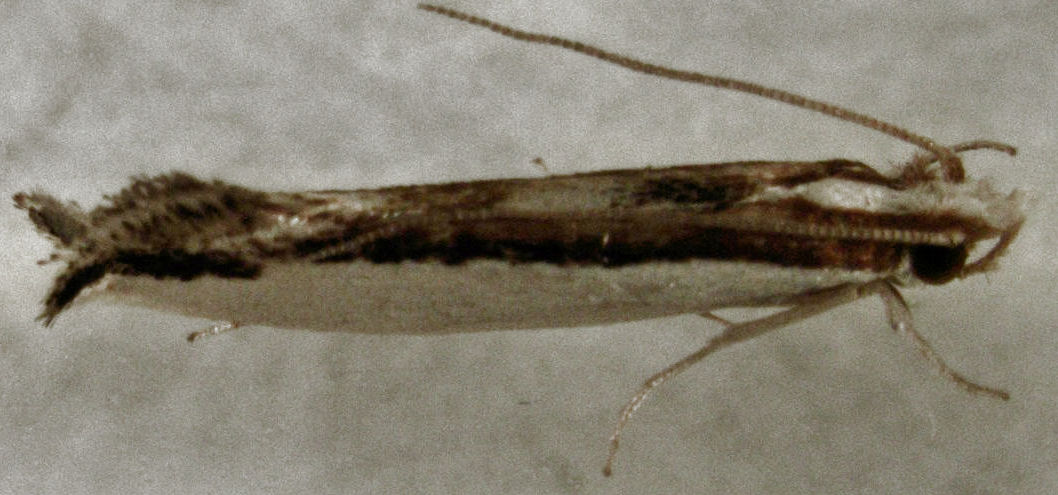
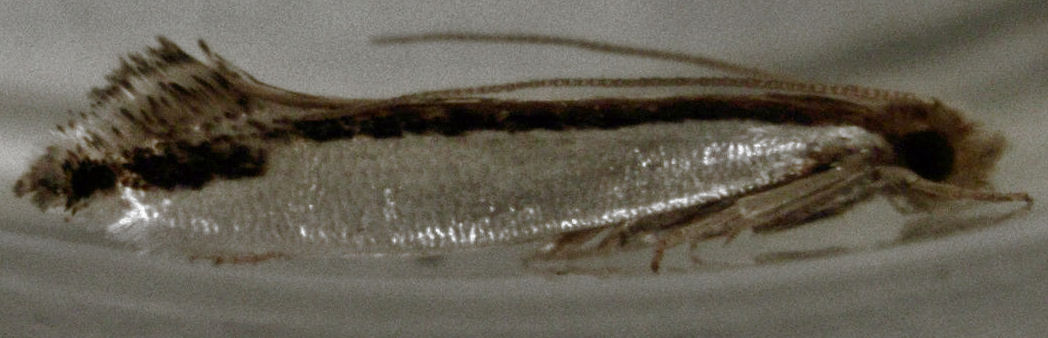
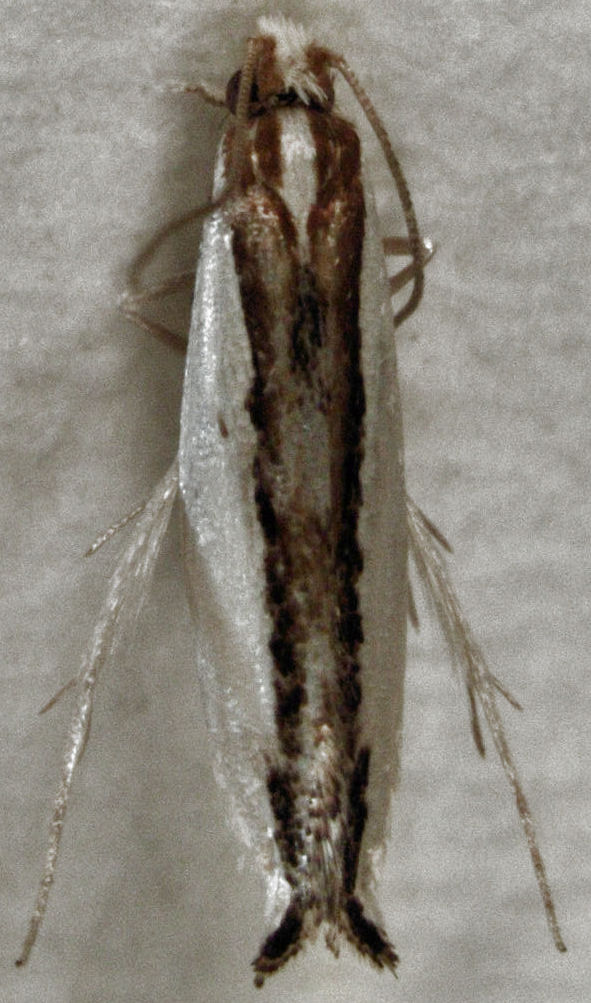